# Shewket Imin
Shewket Imin (tiếng Duy Ngô Nhĩ: شەۋكەت ئىمىن‎‎, tiếng Trung giản thể: 肖开提·依明, Hán Việt: Tiêu Khai Đề Y Minh; sinh tháng 12 năm 1959, người Duy Ngô Nhĩ) là chính trị gia nước Cộng hòa Nhân dân Trung Hoa. Ông hiện là Bí thư Đảng tổ, Chủ nhiệm Nhân Đại Tân Cương. Ông từng là Thường vụ Khu ủy, Bộ trưởng Bộ Thống Chiến Tân Cương; Bí thư Ủy ban Tân Cương Đoàn Thanh niên Cộng sản Trung Quốc.
Shewket Imin là đảng viên Đảng Cộng sản Trung Quốc, học vị Cử nhân Điền kinh, Cử nhân Quản lý kinh tế. Ông có 10 năm giảng dạy ở trung học và đại học, toàn bộ sự nghiệp đều xoay quanh quê nhà Tân Cương.

## Xuất thân và giáo dục
Shewket Imin sinh tháng 12 năm 1959 tại huyện Manas thuộc Châu tự trị dân tộc Hồi Xương Cát, Khu tự trị Duy Ngô Nhĩ Tân Cương, Cộng hòa Nhân dân Trung Hoa. Ông lớn lên và tốt nghiệp cao trung ở Trung học Tân Hợp của Manas, đến tháng 10 năm 1979 thì thi cao khảo và thi đỗ Đại học Sư phạm Tân Cương, tới thủ phủ Ürümqi nhập học Khoa Giáo dục, tốt nghiệp Cử nhân Điền kinh vào tháng 7 năm 1983. Ở trường Tân Cương, ông được kết nạp Đảng Cộng sản Trung Quốc vào tháng 6 năm 1981. Năm 1985, ông tới thủ phủ Tây An của Thiểm Tây để tham gia khóa tiến tu cán bộ giáo dục giai đoạn tháng 3–7 tại Đại học Sư phạm Thiểm Tây, 1 năm sau thì trở về theo học khóa bồi dưỡng cán bộ trung, thanh niên từ tháng 9 năm 1986 đến tháng 7 năm 1987 tại Trường Đảng Tân Cương. Từ tháng 9 năm 1998 đến tháng 7 năm 2000, ông tới Bắc Kinh để theo học chuyên ngành quản lý kinh tế dân tộc của Viện Nghiên cứu sinh, Đại học Dân tộc Trung ương. Bên cạnh đó, về chính trị, ông cùng tham gia các khóa gồm tiến tu cán bộ giai đoạn tháng 3–9 năm 1996, bồi dưỡng cán bộ trung, thanh niên từ tháng 3 năm 2000 đến tháng 1 năm 2001, đều tại Trường Đảng Trung ương Đảng Cộng sản Trung Quốc.

## Sự nghiệp
Tháng 10 năm 1977, sau khi tốt nghiệp cao trung Manas, Shewket Imin được giữ lại trường làm giáo viên Trung học Tân Hợp Manas và dạy học trong 2 năm. Tháng 8 năm 1983, ông tốt nghiệp Sư phạm Tân Cương và cũng được giữ lại ở trường đại học làm giảng viên tại Khoa Giáo dục mà mình tốt nghiệp trong 8 năm, nhậm chức Phó Bí thư rồi Bí thư Đoàn trường 5 năm sau đó và Trưởng phòng Công tác học sinh từ tháng 4 năm 1989. Tháng 12 năm 1991, ông được điều tới thành phố cấp huyện Turfan, nhậm chức Phó Bí thư Thị ủy, chuyển chức làm Thường vụ Thị ủy, Bí thư Ủy ban Kiểm tra Kỷ luật Thị ủy Turfan từ tháng 3 năm 1993. Một năm sau, ông chuyển khối cơ quan, được bầu làm Bí thư Khu đoàn của Đoàn Thanh niên Cộng sản Trung Quốc tại Tân Cương, Phó Bí thư Đảng tổ cơ quan này, và đồng thời cũng là Ủy viên thường vụ Ủy ban Trung ương Đoàn khóa XIII. Đến tháng 10 năm 1998, ông được điều tới Châu tự trị dân tộc Kazakh Ili, nhậm chức Phó Bí thư Châu ủy, công tác ở đây 2 năm thì được bổ nhiệm làm Phó Bí thư Đảng tổ, Cục trưởng Cục Phát thanh, Điện ảnh và Truyền hình Tân Cương.
Tháng 12 năm 2004, Shewket Imin được bầu vào Ban Thường vụ Khu ủy Khu tự trị Uyghur Tân Cương, cấp phó tỉnh. Ông giữ cương vị này liên tục 12 năm, cho đến ngày 25 tháng 11 năm 2016 thì được phân công làm Bộ trưởng Bộ Công tác Mặt trận Thống nhất Tân Cương, đến đầu năm 2018 thì được miễn nhiệm, tiếp tục là Khu ủy viên từ 2021. Trước đó, ông trúng cử bầu bổ sung đại biểu của Đại hội Đại biểu Nhân dân Toàn quốc khóa XII. Ngày 26 tháng 1 năm 2018, ông được bầu làm Chủ nhiệm Ủy ban Thường vụ Đại hội Đại biểu Nhân dân Khu tự trị Duy Ngô Nhĩ Tân Cương. Cuối năm 2022, ông tham gia Đại hội Đảng Cộng sản Trung Quốc lần thứ XX từ đoàn đại biểu Tân Cương.